# استیو کوریکا
استیو کوریکا (انگلیسی: Steve Corica؛ زادهٔ ۲۴ مارس ۱۹۷۳) بازیکن سابق و مربی فوتبال اهل استرالیا است.
از باشگاه‌هایی که در آن بازی کرده‌است می‌توان به باشگاه فوتبال والسال، باشگاه فوتبال سیدنی، باشگاه فوتبال سانفریس هیروشیما، باشگاه فوتبال ولورهمپتون واندررز و باشگاه فوتبال لستر سیتی اشاره کرد.